# バンスコ

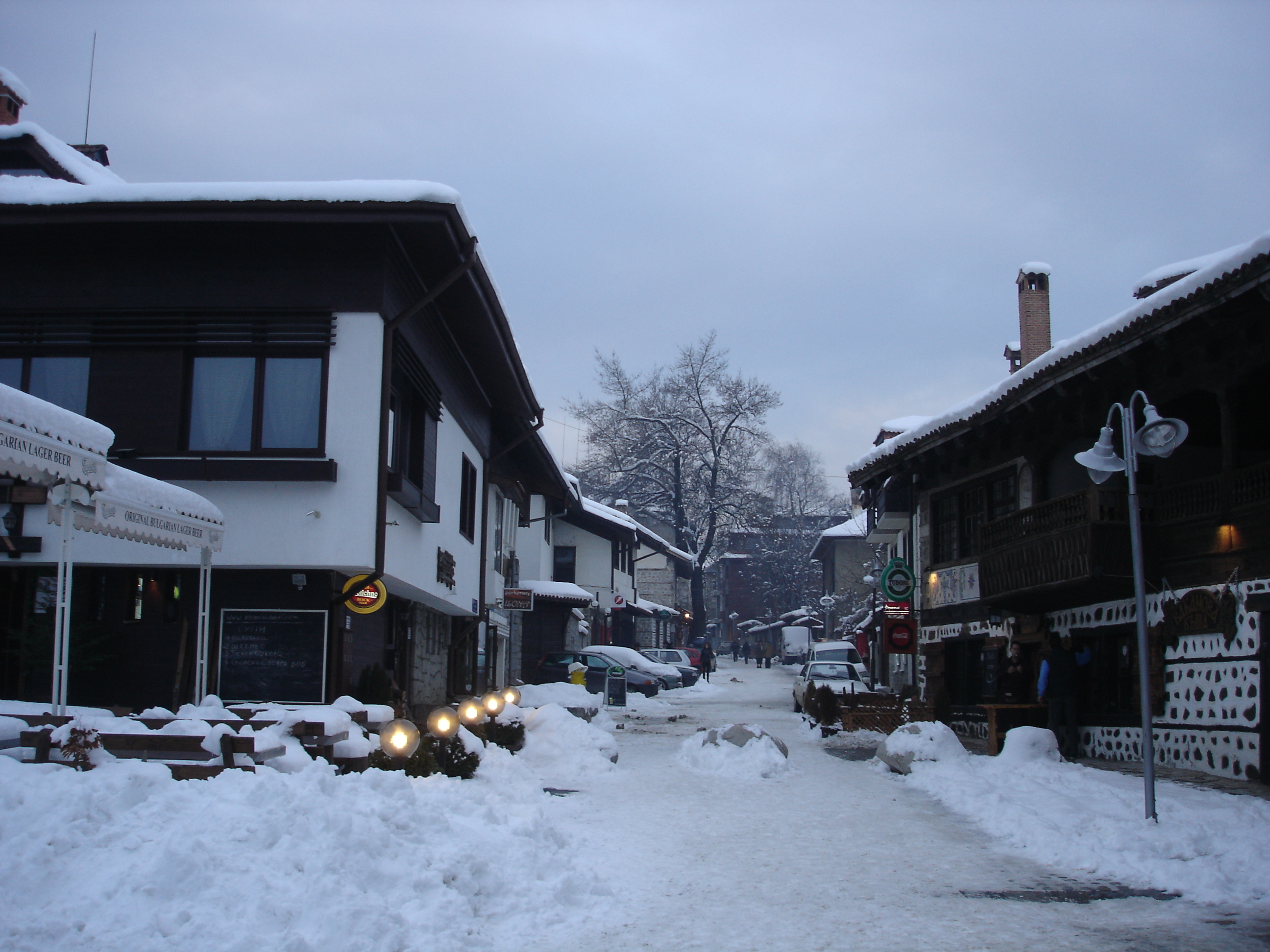
12月のバンスコ

バンスコ（Bansko (ブルガリア語: Банско [ˈbansko])）は、ブルガリア南西部の町、およびそれを中心とした基礎自治体。ブラゴエヴグラト州に属する。
ピリン山脈のふもとに位置し、標高925メートルである。バンスコはブルガリア、そして東ヨーロッパ随一のスキー・リゾートの地として知られている。
バンスコは20世紀のブルガリアの詩人ニコラ・ヴァプツァロフ（Никола Вапцаров、Nikola Vaptsarov）や、聖職者で民族復興の英雄であるヒランダルの聖パイシウス（свети Паисий Хилендарски、sveti Paiciy Hilendarski、Paisiy Hilendarski）、ネオフィト・リルスキ（Неофит Рилски、Neofit Rilski）らの出身地である。
領域の一部はピリン国立公園に含まれている。ピリン国立公園はユネスコの世界遺産にも登録されている国立公園である。

## 気候
| バンスコの気候         | バンスコの気候 | バンスコの気候 | バンスコの気候 | バンスコの気候 | バンスコの気候 | バンスコの気候 | バンスコの気候 | バンスコの気候 | バンスコの気候 | バンスコの気候 | バンスコの気候 | バンスコの気候 | バンスコの気候 |
| 月                     | 1月            | 2月            | 3月            | 4月            | 5月            | 6月            | 7月            | 8月            | 9月            | 10月           | 11月           | 12月           | 年             |
| ---------------------- | -------------- | -------------- | -------------- | -------------- | -------------- | -------------- | -------------- | -------------- | -------------- | -------------- | -------------- | -------------- | -------------- |
| 平均最高気温 °C （°F） | 3.1 (37.6)     | 5.5 (41.9)     | 9.6 (49.3)     | 15.7 (60.3)    | 20.8 (69.4)    | 23.9 (75)      | 26.8 (80.2)    | 26.9 (80.4)    | 23.1 (73.6)    | 17.2 (63)      | 11.1 (52)      | 5.3 (41.5)     | 15.7 (60.3)    |
| 日平均気温 °C （°F）   | −1.6 (29.1)    | 0.7 (33.3)     | 4.3 (39.7)     | 9.6 (49.3)     | 14.5 (58.1)    | 17.7 (63.9)    | 20.2 (68.4)    | 20.1 (68.2)    | 16.1 (61)      | 11.1 (52)      | 6.4 (43.5)     | 0.3 (32.5)     | 10.0 (50)      |
| 平均最低気温 °C （°F） | −5.7 (21.7)    | −4.1 (24.6)    | −1.1 (30)      | 3.5 (38.3)     | 8.1 (46.6)     | 11.2 (52.2)    | 12.6 (54.7)    | 12.3 (54.1)    | 9.0 (48.2)     | 5.1 (41.2)     | 1.6 (34.9)     | −3.6 (25.5)    | 4.1 (39.4)     |
| 出典：Stringmeteo.com  |                |                |                |                |                |                |                |                |                |                |                |                |                |

## 伝説
バンスコの町の興りに関して、幾つかの伝説がある。その中のひとつでは、「バンスコはリラ山脈のドバルスコの人々によって開かれた町であり、伝説によればサムイルによって開かれたものである」としている。
別の伝説によれば、バンスコはチョッチョリーノ（Ciociolino）という名のイタリアの画家が築いたというもので、それ故にバンスコ市内にチョチョリン（Chucholin）という地名があるのだとしている。また別のものでは、バンスコはペルン（Perun）と呼ばれるスラヴ人の部族によって築かれたものであるとしている。ペルン族はピリン地方に住み、ペルーンを崇拝する集団であった。

## 歴史
ローマ帝国が侵入する以前から、古代トラキア人がバンスコやラズロク渓谷には住んでいたと考えられている。町の郊外には紀元前100年頃のものと見られる幾らかの建造物跡が存在している。しかしながら、これらの施設の居住者がどのような人たちであったかについては定かではない。
ブルガリアで初のプロテスタントの教会である福音派の教会は1868年8月6日にバンスコに築かれた。
1912年10月5日まで、バンスコはオスマン帝国の一部であったが、スルターンから与えられた自治権によって半独立状態にあった。司法権がラズロクにあるオスマン帝国の裁判所によって支配されていた間、町は長老たちの会合によって運営されていた。バンスコを含む領域は1912年に第一次バルカン戦争の結果としてブルガリアに編入された。

## 近況
かつて牧畜業者と行商人の町であったバンスコは、今日では冬季、そして夏季の観光の町となっている。町の近くには多くの山々の頂や湖、松の林があり、保養観光地としての特徴を形作っている。近年では、バンスコ・ジャズ・フェスティバル（en）やポップ・スターたちのコンサートを毎年開催し、町は観光地としてブルガリア国内のみならず国際的な知名度を高めている。周辺にはバーニャ（Banya）とよばれる村がバンスコの中心から5キロメートルの場所にあり、27の温泉の町として知られている。
2003年には新しくゴンドラ・リフトが建設され、それまでのミニバスに変わってトドルカ（Todorka）のスキー場の斜面を昇る役目をはたしている。他のゴンドラやスキー・リフトも相次いで建設されている。町の南西端を中心とした、多くのゴンドラやそれを取り巻く保養施設、広々した家々の建設によって、バンスコは成長の盛んな町となっている。

## ギャラリー

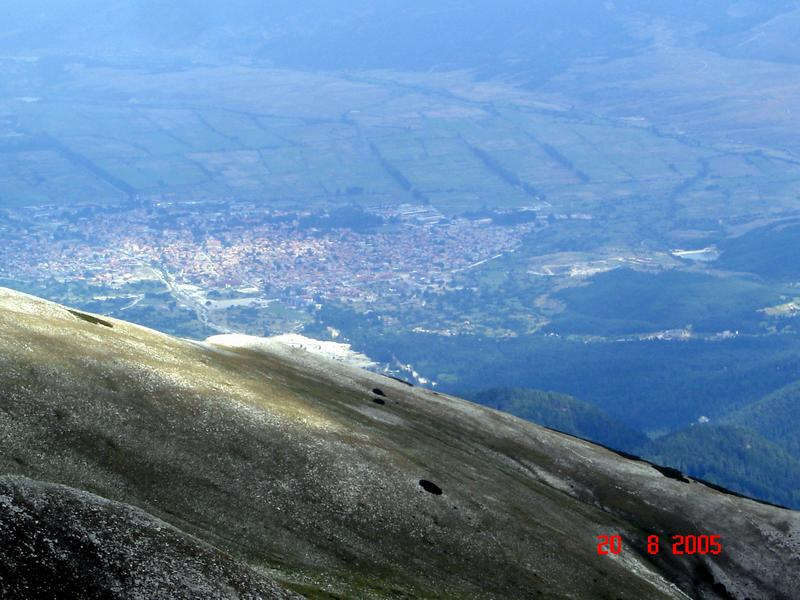
ピリン国立公園のヴィフレン山からみたバンスコ
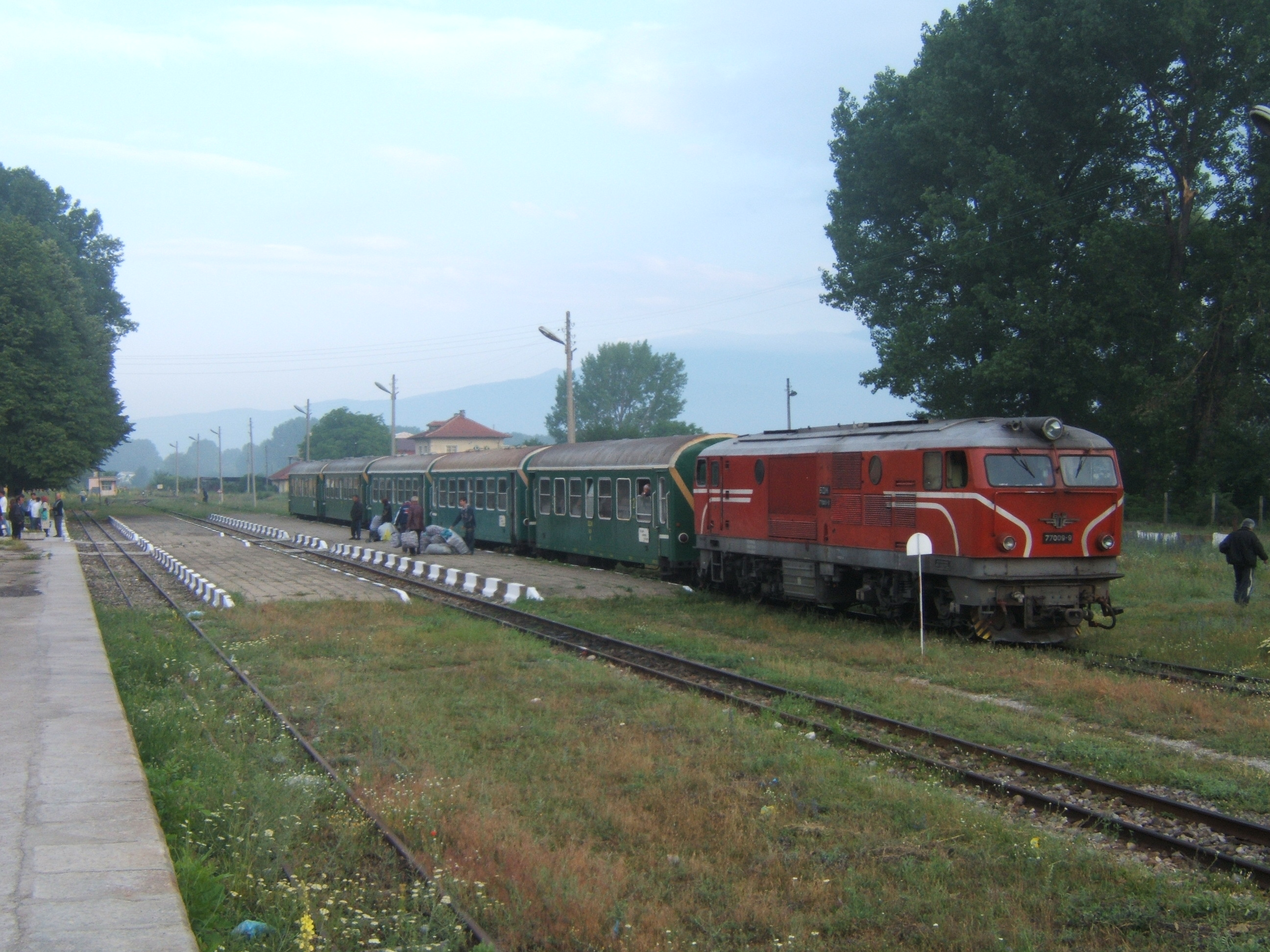
鉄道駅
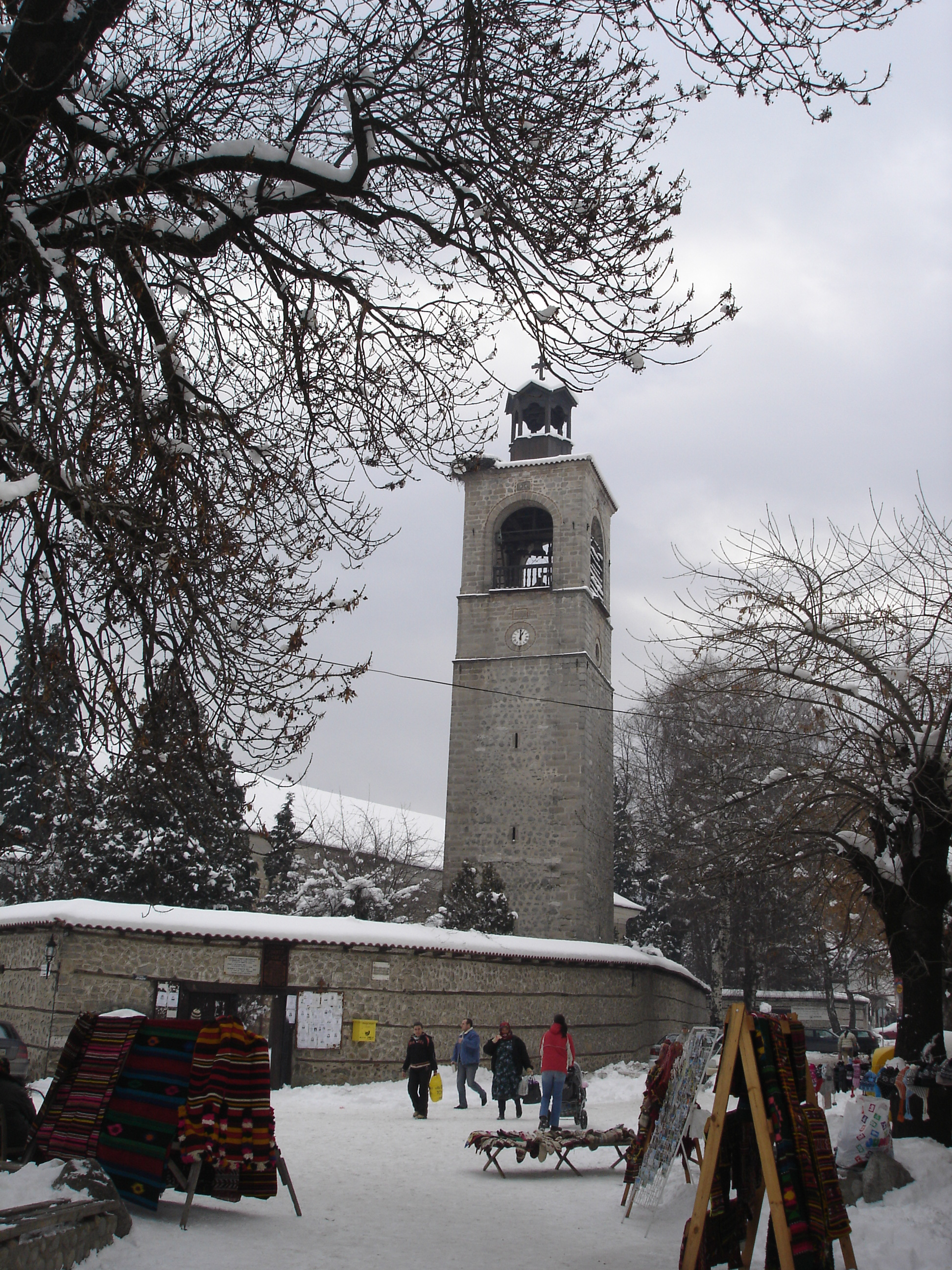
至聖三者聖堂の塔

## 町村
バンスコ基礎自治体（Община Банско）には、その中心であるバンスコをはじめ、以下の町村（集落）が存在している。
| 町/村                      | 面積 (km²) | 人口   |
| -------------------------- | ---------- | ------ |
| バンスコ (Банско)          | 148.280    | 8,911  |
| ドブリニシュテ (Добринище) | 80.356     | 2,843  |
| フィリポヴォ (Филипово)    | 15.157     | 597    |
| ゴストゥン (Гостун)        | 52.425     | 75     |
| クレメン (Кремен)          | 61.869     | 299    |
| メスタ (Места)             | 16.259     | 274    |
| Obidim (Обидим)            | 64.962     | 142    |
| オセノヴォ (Осеново)       | 52.832     | 114    |
| Total                      | 492.14     | 13,255 |

## 姉妹都市
- アンフィポリス、ギリシャ
- ディディモテイホ、ギリシャ
- ドクサト、ギリシャ
- ザコパネ、ポーランド